# Ard van Peppen
Ard van Peppen (* 26. Juni 1985 in Delft, Südholland) ist ein niederländischer Fußballspieler, der auf der Position des Verteidigers und in der Regel als linker Verteidiger spielte. Er war bis zur Saison 2017/18 in der Eredivisie für Roda JC Kerkrade aktiv und beendete zum Abschluss dieser Saison seine Profi-Karriere. Vorher schnürte er für RKC Waalwijk, Excelsior Rotterdam und VBV De Graafschap Doetinchem die Fußballschuhe.

## Karriere als Fußballspieler

### Ligafußball
Seine erste Station als professioneller Fußballspieler war die Saison 2006/07 bei BV De Graafschap in der Eerste Divisie mit zehn Spielen und dem Aufstieg in die Eredivisie. Hier wurde er in der Saison 2007/08 in zwei Spielen für BV De Graafschap eingesetzt und wechselte in der laufenden Saison zum Ligakonkurrenten Excelsior Rotterdam, wo er bei acht Spielen zum Einsatz kam. Am Ende dieser Saison stieg er in die Eerste Divisie ab und spielte in der neuen Saison 2008/09 in 37 Ligaspielen für seinen Verein. In den Playoff-Spielen kam er zu zwei Spieleinsätzen, der Aufstieg wurde jedoch verpasst und so spielte er in der Saison 2009/10 in 35 Spielen für Excelsior Rotterdam. Er erreichte mit seinem Verein erneut die Playoff-Spiele und kam dort zu vier Einsätzen ohne den Aufstieg in die Eredivisie zu schaffen. Zur darauffolgenden Saison 2010/11 wechselte van Peppen zum Eerste Divisie Konkurrenten RKC Waalwijk und wurde in 29 Spielen eingesetzt, in denen er zwei Tore schoss. In dieser Saison stieg seine Mannschaft in die Eredivisie auf und er spielte in der Saison 2011/12 in 32 Spielen für RKC Waalwijk. Insgesamt schoss er zwei Tore in dieser Spielzeit und nahm an den Playoffs zur Conference League teil, in denen er vier Spieleinsätze über die vollen 90 Minuten absolvierte. An der folgenden Saison 2012/13 nahm er in 33 Spielen teil und schoss ein Tor. Nach dieser Spielrunde wechselte er für die Saison 2013/14 zum Eredivisie Konkurrenten Roda JC Kerkrade und wurde in 31 Spielen eingesetzt. Am Ende dieser Saison stieg er in die Eerste Divisie ab und spielte in der Saison 2014/15 in 35 Spielen mit zwei erzielten Toren. Mit Roda JC Kerkrade erreichte er die Playoff-Runde, wurde in vier Spielen eingesetzt und stieg wieder in die Eredivisie auf. Ard van Peppen spielte in den beiden folgenden Spielrunden 2015/16 und 2016/17 für Roda JC Kerkrade in 28 beziehungsweise 32 Spielen ohne einen Torerfolg zu erzielen. Für die Saison 2017/18 in der Eredivisie kam er noch zu elf Spieleinsätzen und beendete am Ende der Saison seine Karriere als professioneller Fußballspieler. Insgesamt bestritt Ard van Peppen 341 Spiele und erzielte neun Tore.

### Pokalspiele
Ard van Peppen wurde in den Pokalrunden des KNVB-Pokals eingesetzt und absolvierte seine ersten Spieleinsätze in der Saison 2008/09 für Excelsior Rotterdam mit drei Pokalspielen. In den darauffolgenden Pokalrunden hatte er in der Saison 2009/10 zwei Einsätze und einem Tor für Excelsior Rotterdam, in der Saison 2010/11 vier Einsätze für RKC Waalwijk, in der Saison 2011/12 drei Einsätze und einem Tor für RKC Waalwijk, in der Saison 2012/13 zwei Einsätze für RKC Waalwijk, in der Saison 2013/14 zwei Einsätze für Roda JC Kerkrade, in der Saison 2014/15 vier Einsätze für Roda JC Kerkrade, in der Saison 2015/16 vier Einsätze für Roda JC Kerkrade, in der Saison 2016/17 einen Einsatz für Roda JC Kerkrade, in der Saison 2017/18 zwei Einsätze für Roda JC Kerkrade und einen Einsatz im Bereich der Amateurmannschaften des KNVB-Pokals ebenfalls für Roda JC Kerkrade. Insgesamt bestritt er 28 Pokalspiele und erzielte zwei Tore.

### Erfolge
Er wurde im Jahr 2007 mit BV De Graafschap und im Jahr 2011 mit RKC Waalwijk Meister der Eerste Divisie.